# Kamal-ad-Din Abu-Amr al-Abharí
Kamal-ad-Din Abu-Amr Khwaja al-Abharí, fou visir dels dos sultans seljúcides de Pèrsia, Arslan Xah (1161-1176) i el seu fill Toghrul III (1176-1194). Era nadiu de la ciutat d'Abhar, a l'Azerbaidjan (modern Azerbaidjan persa).
Després d'una carrera a la cort va esdevenir ministre d'Arslan Xah. Quan Toghrul III va passar a la tutela dels atabegs ildiguízides i va intentar desfer-se del seu control, el sultà fou empresonat per l'atabeg Kizil Arslan a Dezmar; Kamal-ad-Din el va ajudar a escapar, però després va abandonar la política i se'n va anar al Hijaz, va fer vida ascètica en aquesta regió i a Síria; va morir a Jerusalem el 1194.